# Duke of Strathearn
Duke of Strathearn war ein erblicher britischer Adelstitel, der zweimal in der Peerage of Great Britain verliehen wurde.

## Verleihungen und Geschichte des Titels
Der Titelname bezieht sich auf die schottische Region Strathearn in Perthshire. Nach dem Act of Union 1707 wurde es üblich, königlichen Prinzen Titel zu verleihen, die sich auf alle drei Landesteile (England, Schottland und Irland) beziehen. So erfolgten beide Verleihungen an britische Prinzen und zusammen mit einem weiteren Dukedom, dass sich auf eine Region in England, und einem Earldom, das sich auf einen Ort in Irland bezieht.
Der Titel wurde erstmals am 22. Oktober 1766 in der Peerage of Great Britain von König Georg III. seinem jüngeren Bruder Prince Henry Frederick verliehen. Zusammen mit diesem Titel wurde ihm der gleichrangige Titel Duke of Cumberland verliehen, weshalb er meist Duke of Cumberland and Strathearn genannt wird. Außerdem erhielt er gleichzeitig in der Peerage of Ireland den Titel Earl of Dublin. Alle drei Titel erloschen, als er am 18. September 1790 ohne legitime Nachkommen starb.
Die zweite Verleihung des Titels erfolgte am 24. April 1799 in der Peerage of Great Britain von König Georg III. an dessen vierten Sohn, Prince Edward Augustus. Er wurde gleichzeitig zum Duke of Kent erhoben, weshalb er meist Duke of Kent and Strathearn genannt wird. Ebenso gleichzeitig wurde ihm in der Peerage of Ireland der nachgeordnete Titel Earl of Dublin verliehen. Edward war der Vater der späteren Königin Victoria. Da Edward keine legitimen Söhne hatte, erloschen die Titel bei seinem Tod am 23. Januar 1820.
Die beiden Verleihungen von jeweils zwei Dukedoms können auch als Verleihung jeweils nur eines Dukedoms mit doppeltem Titelnamen „Cumberland and Strathearn“ bzw. „Kent and Strathearn“ verstanden werden. Am 24. Mai 1874 erfolgte entsprechend eindeutig die Verleihung nur eines Duke-Titels namens Duke of Connaught and Strathearn von Königin Victoria an ihren dritten Sohn Prince Arthur, zusammen mit dem nachgeordneten Titel Earl of Sussex. Beide Titel gehörten zur Peerage of the United Kingdom und erloschen beim kinderlosen Tod seines Sohnes, des 2. Duke, am 26. April 1943.

## Liste der Dukes of Strathearn

### Dukes of Strathearn, erste Verleihung (1766)
- Prince Henry Frederick, Duke of Cumberland and Strathearn (1745–1790)

### Dukes of Strathearn, zweite Verleihung (1799)
- Prince Edward Augustus, Duke of Kent and Strathearn (1767–1820)